# Menhir de Sainte-Carissime
Le menhir de Sainte-Carissime, appelé aussi Peyre Levade, est un menhir situé à Vieux, dans le département du Tarn, en France.

## Historique
Le menhir est classé au titre des monuments historiques depuis le 22 mars 1977. 

## Description
Le menhir est constitué d'une dalle en calcaire. Il mesure 2,70 m de hauteur sur 3,45 m de largeur et 0,45 m d'épaisseur. La face ouest comporte trois cupules profondes formant un triangle.

## Folklore
Selon la tradition, la pierre fut transportée sur place par Sainte Carissime.